# Black Hawk Down
Black Hawk Down (titulada: Black Hawk derribado en España y La caída del Halcón Negro en Hispanoamérica) es una película bélica estadounidense de 2001 dirigida por Ridley Scott y escrita por Ken Nolan. El argumento está basado en el libro homónimo de no ficción escrito por el periodista Mark Bowden, que narra el hecho real acontecido durante una misión estadounidense de pacificación, con mandato de la ONU,[cita requerida] en Somalia en el año 1993. La película cuenta con un gran elenco que incluye a Josh Hartnett, Ewan McGregor, Eric Bana, Tom Sizemore, William Fichtner, Sam Shepard, Jeremy Piven y Tom Hardy en su primer papel cinematográfico.
Black Hawk Down tuvo un lanzamiento limitado el 28 de diciembre de 2001 y salió al público el 18 de enero de 2002. La película recibió críticas positivas de los críticos de cine, aunque fue muy criticada por sus inexactitudes y provocó controversia por su interpretación de los somalíes. La película tuvo un rendimiento modestamente bueno en taquilla, recaudando $172.000.000 en todo el mundo. Fue ganadora de dos premios Óscar al mejor sonido y al mejor montaje, de un total de cuatro nominaciones. En 2006, se lanzó una versión ampliada de la película en DVD. El corte contiene ocho minutos adicionales de metraje, lo que aumenta el tiempo de ejecución a 152 minutos. Este corte extendido se lanzó en Blu-ray y en 4K el 7 de mayo de 2019, el videojuego Delta Force: Black Hawk Down de  2003 está inspirado en la película

## Argumento
Tras el derrocamiento del gobierno central en 1993 en medio de la guerra civil en Somalia, el Consejo de Seguridad de las Naciones Unidas autoriza una operación militar con un mandato de mantenimiento de la paz. Después de que el grueso de las fuerzas de paz se retira, la milicia con base en Mogadiscio leal a Mohamed Farrah Aidid declara la guerra al personal restante de la ONU. En respuesta, el presidente de Estados Unidos, Bill Clinton despliega la Fuerza de Tarea Ranger, que consta del 3.er Batallón del 75.º Regimiento Ranger, operadores de la Delta Force y el 160.º Regimiento de Aviación de Operaciones Especiales a Mogadiscio para capturar a Aidid, quien se ha proclamado presidente.
Para consolidar su poder y someter a la población del sur, Aidid y su milicia se apoderan de los envíos de alimentos de la Cruz Roja. Las fuerzas de la ONU son impotentes para intervenir directamente. Fuera de Mogadiscio, los Rangers y la Delta Force capturan a Osman Ali Atto (George Harris), un líder de facción que vende armas a la milicia de Aidid. Luego, Estados Unidos planea una misión para capturar a Omar Salad Elmi y Abdi Hassan Awale Qeybdiid, dos de los principales asesores de Aidid.
Las fuerzas estadounidenses incluyen hombres experimentados, así como nuevos reclutas, incluidos el Soldado de Primera Clase Todd Blackburn (Orlando Bloom) y el Especialista John Grimes (Ewan McGregor), un recepcionista. El Sargento de Estado Mayor Matthew Eversmann (Josh Hartnett) recibe su primer mando, de Ranger Chalk Cuatro, después de que su teniente John Beales (Ioan Gruffudd) sufre un ataque de epilepsia. Eversmann responde a los comentarios burlones sobre los somalíes de sus compañeros soldados diciendo que respeta a los somalíes y siente compasión por las terribles condiciones de la guerra civil para el pueblo somalí, diciendo que hay dos cosas que pueden hacer: "Podemos ayudar o podemos sentarnos y ver cómo un país se destruye a sí mismo en CNN".
La operación comienza, y los operadores de la Delta Force capturan a los asesores de Aidid dentro del edificio objetivo, mientras que los Rangers y los helicópteros que escoltan el convoy de extracción terrestre reciben fuego intenso. Blackburn resulta gravemente herido cuando cae de uno de los helicópteros Black Hawk, por lo que tres Humvees liderados por el Sargento Jeff Struecker (Brian Van Holt) se separaron del convoy para devolver a Blackburn al Aeropuerto de Mogadiscio, controlado por la ONU.
El Sargento Dominick Pilla (Danny Hoch) es asesinado a tiros justo cuando la columna de Struecker se va, y poco después, el Black Hawk Super Six-One, pilotado por el Suboficial Clifton "Elvis" Wolcott (Jeremy Piven), es derribado por una granada propulsada por cohete. Wolcott y su copiloto mueren, los dos jefes de equipo resultan heridos y un francotirador de Delta Force a bordo, Daniel Busch (Richard Tyson), escapa en un helicóptero MH-6 Little Bird pero muere más tarde a causa de sus heridas.
Las fuerzas terrestres se desvían para converger en el lugar del accidente. La milicia somalí levanta barricadas y la columna del Humvee de Danny McKnight (Tom Sizemore) no puede llegar al área del accidente y sufre numerosas bajas. Mientras tanto, dos Ranger Chalks, incluida la unidad de Eversmann, llegan al lugar del accidente del Super Six-One y establecen un perímetro defensivo para esperar la evacuación con los dos hombres heridos y los pilotos caídos. Mientras tanto, el Super Six-Four, pilotado por el Suboficial Michael Durant (Ron Eldard), también es derribado por una granada propulsada por cohete y se estrella a varias cuadras de distancia.
Con los Rangers del Capitán Mike Steele (Jason Isaacs) inmovilizados y sufriendo muchas bajas, ninguna fuerza terrestre puede alcanzar el "Super Six-Four" en el sitio del accidente, ni refuerza a los Rangers que defienden el Super Six-One. Dos francotiradores de Delta Force, el Sargento de Primera Clase Randy Shughart (Johnny Strong) y el Sargento Mayor Gary Gordon (Nikolaj Coster-Waldau), se insertan en helicóptero al sitio del accidente de Super Six-Four, donde encuentran a Durant aún con vida. El sitio finalmente es invadido, Gordon y Shughart mueren, y Durant es capturado por la milicia de Aidid.
La columna de McKnight renuncia a su intento de llegar al lugar del accidente de Six-One y regresa a la base con sus prisioneros y las bajas. Los hombres se preparan para regresar para sacar a los Rangers y los pilotos caídos, y el mayor general William F. Garrison (Sam Shepard) envía al teniente coronel Joe Cribbs (Steven Ford) a pedir refuerzos a la 10.ª División de Montaña, incluidos Malasia y Pakistán a las unidades blindadas de la coalición de la ONU.
Al caer la noche, la milicia de Aidid lanza un asalto sostenido contra los estadounidenses atrapados en el lugar del accidente del "Super Six-One". Los militantes son retenidos durante toda la noche disparando carreras y ataques con cohetes desde helicópteros artillados AH-6J Little Bird, hasta que la columna de socorro de la 10.ª División de Montaña puede alcanzar a los soldados estadounidenses. Los muertos y heridos son evacuados en los vehículos, pero unos pocos Rangers y soldados de la Fuerza Delta son forzados a correr a pie desde el lugar del accidente para llegar a la zona segura en el estadio.
Los títulos finales relatan las secuelas inmediatas de la misión y el final de las operaciones militares de Estados Unidos en Somalia: Durant fue liberado después de 11 días de cautiverio, después de lo cual, el presidente Clinton retiró todas las fuerzas estadounidenses de Somalia. Durante la redada murieron más de 1000 somalíes y 19 soldados estadounidenses perdieron la vida. Los nombres de los 19 soldados que murieron, incluidos los Sgts. Delta Gordon y Shughart, que fueron los primeros soldados en recibir la Medalla de Honor póstumamente desde la Guerra de Vietnam, fueron enumerados por su nombre. Aidid fue asesinado en 1996. Al día siguiente, el general Garrison se retiró.

## Reparto

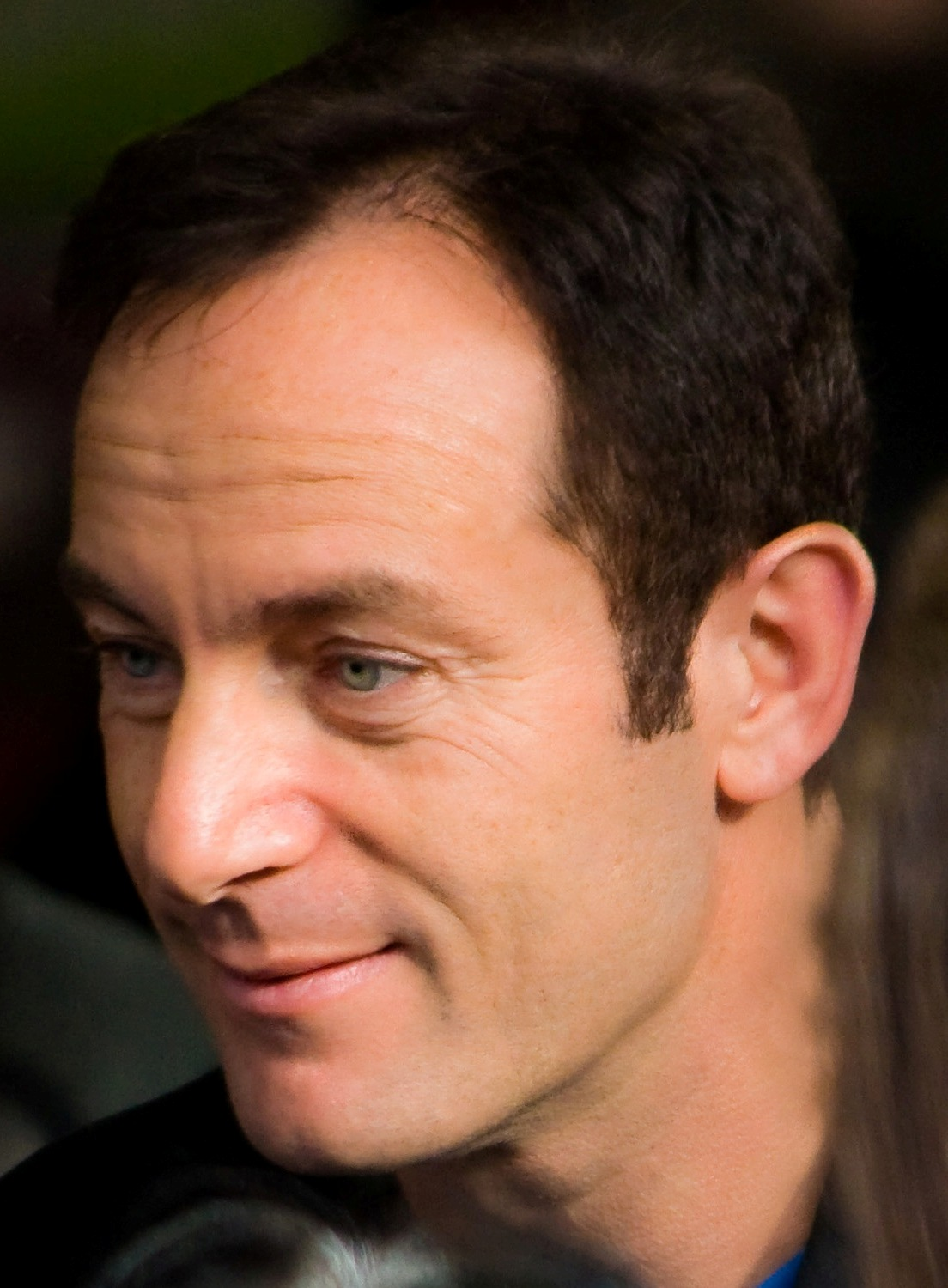
Jason Isaacs, uno de los protagonistas del filme.

### 75.º Regimiento Ranger
- Josh Hartnett como Sargento de Personal Matt Eversmann.
- Ewan McGregor como Especialista John Grimes, «Grimesey».
- Tom Sizemore como Teniente Coronel Danny McKnight.
- Ewen Bremner como Especialista Shawn Nelson.
- Gabriel Casseus como Especialista Mike Kurth.
- Hugh Dancy como Sargento Kurt Schmid, «Doc».
- Ioan Gruffudd como Teniente John Beales.
- Tom Guiry como Sargento Ed Yurek.
- Charlie Hofheimer como Cabo Jamie Smith.
- Danny Hoch como Sargento Dominick Pilla.
- Jason Isaacs como Capitán Michael Steele.
- Brendan Sexton III como Soldado Richard Kowalewski, «Alphabet».
- Brian Van Holt como Sargento de Personal Jeff Struecker.
- Ian Virgo como Soldado John Waddell.
- Tom Hardy como Especialista Lance Twombly.
- Gregory Sporleder como Sargento Scott Galentine.
- Carmine Giovinazzo como Sargento Mike Goodale.
- Chris Beetem como Sargento Casey Joyce.
- Matthew Marsden como Especialista Dale Sizemore.
- Orlando Bloom como Soldado 1ª clase Todd Blackburn.
- Enrique Murciano como Sargento Lorenzo Ruiz.
- Michael Roof como Soldado John Maddox.
- Tac Fitzgerald como Soldado Thomas.
- Kent Linville como Soldado 1ª clase Clay Othic.

### Primer Destacamento Operacional de las Fuerzas Especiales Delta
- Sam Shepard como General William F. Garrison.
- Eric Bana com Sargento Norm Gibson, «Hoot».
- William Fichtner como Sargento Jeff Sanderson.
- Kim Coates como Sargento Maestro Chris Wexler, «Wex».
- Steven Ford como Teniente Coronel Joe Cribbs.
- Željko Ivanek como Teniente Coronel Gary Harrell.
- Johnny Strong como Sargento Randy Shughart.
- Nikolaj Coster-Waldau como Sargento Maestro Gary Gordon.
- Richard Tyson como Sargento de Personal Daniel Busch.

### 160.º Regimiento de Aviación de Operaciones Especiales (Night Stalkers)
- Ron Eldard como Suboficial mayor Michael Durant, «Mike».
- Glenn Morshower como Coronel Thomas Matthews.
- Jeremy Piven como Suboficial Cliff Wolcott, «Elvis».
- Boyd Kestner como Suboficial Mike Goffena.
- Pavel Vokoun como Suboficial Bull Briley.

### Somalíes
- George Harris como Osman Ali Atto.
- Razaaq Adoti como Yousuf Dahir Mo'alim, principal comandante de la milicia de Aidid.
- Treva Etienne como Firimbi, ministro de propaganda de Aidid y secuestrador de Mike Durant.

### Misceláneos
- Ty Burrell como Operador de Pararescate de la Fuerza Aérea de EE. UU. Timothy A. Wilkinson.

## Producción
Adaptar el libro Black Hawk Down: A Story of Modern War de Mark Bowden fue idea del director Simon West, quien sugirió a Jerry Bruckheimer que debería comprar los derechos de la película y dejar que West la dirija. West pasó a dirigir  Lara Croft: Tomb Raider  (2001) en su lugar.
Ken Nolan fue acreditado como guionista, y otros contribuyeron sin acreditar: Mark Bowden escribió una adaptación de su propio libro, Stephen Gaghan fue contratado para hacer una reescritura, Steven Zaillian y Ezna Sands reescribió la mayor parte del trabajo de Gaghan y Nolan, el actor Sam Shepard (MGen. Garrison) reescribió algunos de sus propios diálogos y Eric Roth escribió los discursos finales de Josh Hartnett y Eric Bana. Ken Nolan estuvo en el set durante cuatro meses reescribiendo su guion y el trabajo anterior de Gaghan, Zaillian y Bowden. Un comité de Writers Guild of America (WGA) le otorgó crédito exclusivo como guionista.
El libro se basó en una dramatización de los relatos de los participantes, que fueron la base de la película. El SPC John Stebbins pasó a llamarse ficticio "John Grimes". Stebbins había sido condenado por consejo de guerra en 1999 por la violación y sodomía forzada de su hija de seis años. Mark Bowden dijo que el Pentágono, siempre sensible a la imagen pública, decidió alterar la historia fáctica al solicitando el cambio. Bowden escribió los primeros borradores de los guiones, antes de que Bruckheimer se los diera al guionista Nolan. La conversación del POW - captor, entre el piloto Mike Durant y el miliciano Firimbi, es de un borrador de guion de Bowden.
Para mantener la película en una duración manejable, 100 figuras clave en el libro se condensaron en 39. La película tampoco presenta a ningún actor de  somalí. Se contrataron consultores por precisión, según el escritor Bowden.
Para verosimilitud militar, los actores de Ranger tomaron un curso de familiarización de Ranger de una semana en Fort Benning, los actores de Delta Force tomaron un curso de comando de dos semanas del primer Grupo de Entrenamiento de Guerra Especial en Fort Bragg, y Ron Eldard y los actores que interpretan a los pilotos de helicópteros 160.º SOAR recibieron una conferencia del aviador capturado Michael Durant en Fort Campbell.
El Ejército de los Estados Unidos suministró el material y los helicópteros del 160.º Regimiento de Aviación de Operaciones Especiales. La mayoría de los pilotos (por ejemplo, Keith Jones, que habla algunos diálogos) habían participado en la batalla histórica del 3 al 4 de octubre de 1993.
El último día de su orientación de Rangers del Ejército de una semana en Fort Benning, los actores que interpretaron a los Rangers recibieron cartas deslizadas por debajo de sus puertas. Les agradeció su arduo trabajo y les pidió "contar nuestra historia verdadera", firmado con los nombres de los hombres que murieron en el tiroteo de Mogadiscio. Un pelotón de Rangers de B-3 / 75 hizo las escenas de fast-roping y apareció como extras; John Collette, un especialista en guardabosques durante la batalla, se desempeñó como especialista en acrobacias.
Muchos de los actores se unieron a los soldados que los entrenaron para sus roles. El actor Tom Sizemore dijo: "Lo que realmente me atrapó en el campo de entrenamiento fue el Ranger Creed. No creo que la mayoría de nosotros podamos entender ese tipo de devoción mutua. Es como tener 200 mejores amigos y cada uno de ellos moriría por ti".
El rodaje comenzó en marzo de 2001 en Salé, Marruecos, y concluyó a fines de junio.
Aunque los realizadores consideraron filmar en Jordania, encontraron que la ciudad de Amán estaba demasiado urbanizada y sin salida al mar. Scott y el diseñador de producción Arthur Max posteriormente recurrieron grabarla en Marruecos, donde habían trabajado anteriormente en Gladiator. Scott prefirió ese entorno urbano por su autenticidad. La mayor parte de la película fue fotografiada en las ciudades de Rabat y Salé; las secuencias base de Task Force Ranger se filmaron en Kénitra.

### Música
La  partitura musical para Black Hawk Down fue compuesta por Hans Zimmer, quien previamente colaboró con el director Scott en varias películas, incluyendo Thelma & Louise (1991) y  Gladiator (2000). Zimmer desarrolló la partitura a través de una colaboración con una variedad de músicos que combinaron "África oriental en ritmos y sonidos con un enfoque de sintetizador más convencional". Al hacerlo, Zimmer evitó una composición más tradicional en favor de un enfoque experimental que coincidiría con el tono de la película. "Quería hacerlo como era la película", dijo Zimmer. "Así que me junté una banda y simplemente fuimos a mi estudio [...] y simplemente estábamos agitando la imagen, quiero decir, ya sabes con gran energía". Un álbum de la banda sonora fue lanzado el 15 de enero de 2002 por Decca Records.

## Fechas de estreno

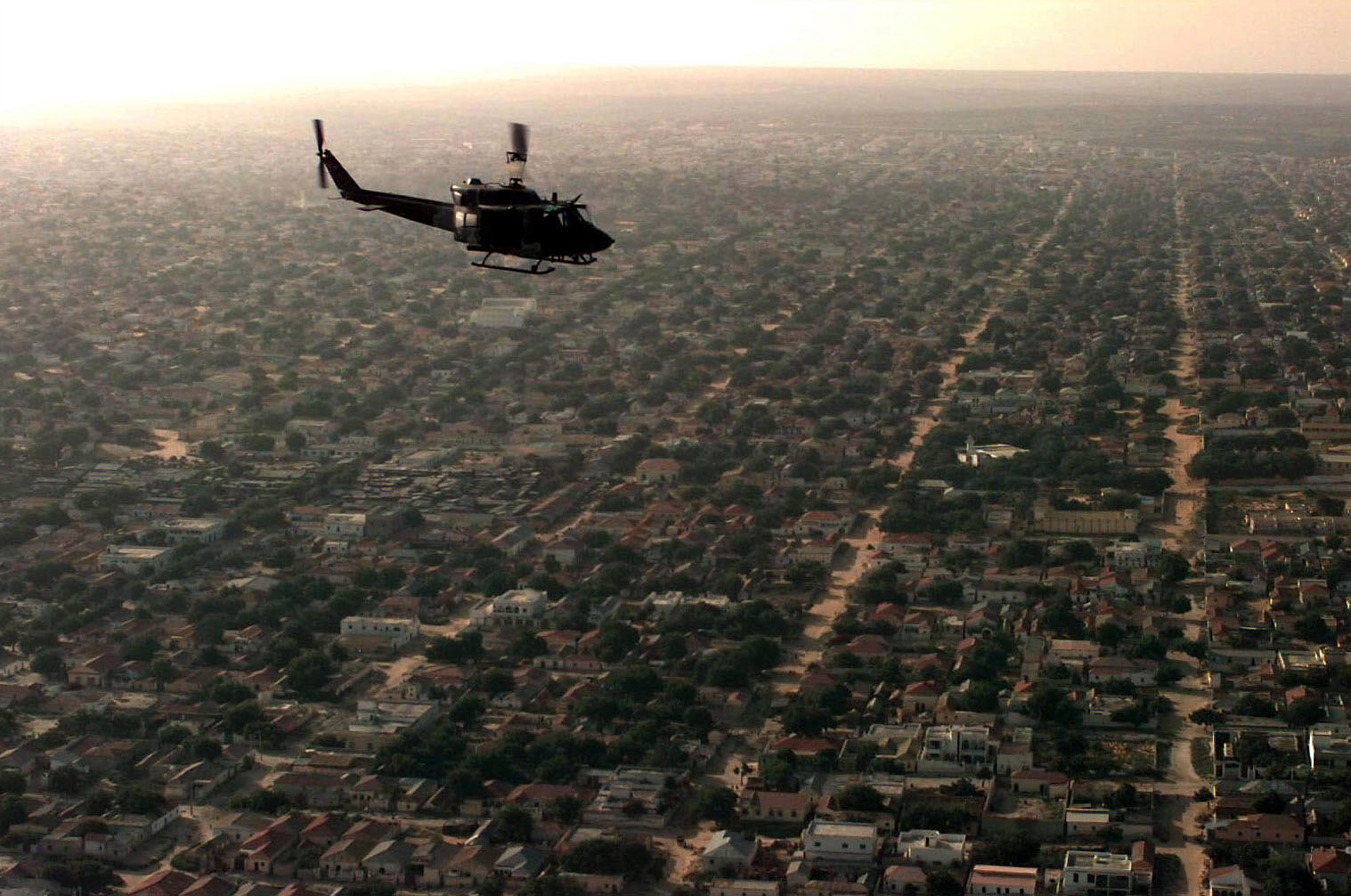
La película muestra las consecuencias de realizar una operación militar en pleno centro de Mogadiscio.

| País           | Fecha                    |
| -------------- | ------------------------ |
| Estados Unidos | 28 de septiembre de 2001 |
| Japón          | 30 de marzo de 2002      |
| Argentina      | 14 de marzo de 2002      |
| Brasil         | 8 de marzo de 2002       |
| España         | 22 de febrero de 2002    |
| Reino Unido    | 18 de enero de 2002      |
| Suecia         | 1 de febrero de 2002     |
| Francia        | 20 de febrero de 2002    |
| Italia         | 8 de febrero de 2002     |
| Finlandia      | 1 de marzo de 2002       |
| Alemania       | 10 de octubre de 2002    |
| Polonia        | 22 de marzo de 2002      |
| Australia      | 21 de febrero de 2002    |
| Nueva Zelanda  | 14 de febrero de 2002    |
| México         | 22 de febrero de 2002    |
| Noruega        | 22 de marzo de 2002      |
| Filipinas      | 22 de enero de 2002      |
| Corea del Sur  | 1 de febrero de 2002     |

## Premios y nominaciones
Premios Óscar
| Año  | Categoría        | Receptor(es)                               | Resultado |
| ---- | ---------------- | ------------------------------------------ | --------- |
| 2001 | Mejor montaje    | Pietro Scalia                              | Ganador   |
| 2001 | Mejor sonido     | Michael Minkler Myron Nettinga Chris Munro | Ganadores |
| 2001 | Mejor director   | Ridley Scott                               | Candidato |
| 2001 | Mejor fotografía | Slawomir Idziak                            | Candidato |

Premios BAFTA
| Año  | Categoría        | Receptor(es)                                                           | Resultado |
| ---- | ---------------- | ---------------------------------------------------------------------- | --------- |
| 2001 | Mejor montaje    | Pietro Scalia                                                          | Candidato |
| 2001 | Mejor fotografía | Slawomir Idziak                                                        | Candidato |
| 2001 | Mejor sonido     | Chris Munro Per Hallberg Michael Minkler Myron Nettinga Karen M. Baker | Nominados |

### Vídeos
- Tráiler de Black Hawk derribado en HD en YouTube
- Breve documental sobre la Batalla de Mogadiscio (en inglés)

- Datos: Q221384